# Союз охраны птиц России
Союз охраны птиц России (СОПР) — общероссийская экологическая общественная организация, цель которой — сохранение видового многообразия, численности и мест обитания диких птиц России. Сейчас его отделения имеются в 66 регионах Российской Федерации, объединяя более 6 500 орнитологов-профессионалов и любителей птиц. Деятельность организации охватывает практически всю территорию России. Эмблемой Союза является тонкоклювый кроншнеп (эскиз Е. А. Коблика).

## История
9 февраля 1993 года произошло создание Союза охраны птиц России. Решение о создании Союза было принято в ходе учредительного собрания, состоявшегося в Большой зоологической аудитории Зоологического музея МГУ.
Учредителями Союза выступили профессиональные орнитологи, орнитологи-любители, работники различных природоохранных служб, а также деятели природоохранного движения из 25 учреждений и организаций, включая институты Российской академии наук, заповедники и орнитологические общества. Первым президентом Союза на Учредительном собрании был избран известный русский орнитолог — Владимир Евгеньевич Флинт. Впоследствии его место занял Владимир Михайлович Галушин, также должность занимали Виктор Анатольевич Зубакин, Андрей Владимирович Салтыков. С 2020 года СОПР возглавляет Владимир Николаевич Мельников.
7 мая 1993 года СОПР был зарегистрирован в Министерстве юстиции в качестве межрегиональной общественной организации. В 1999 году прошел перерегистрацию и стал общероссийской общественной организацией.
В 1995 — Союз начал издавать информационный бюллетень — журнал «Мир птиц».
В 1995—2009 годах СОПР входил в партнерскую сеть Международной ассоциации в защиту птиц BirdLife International и представлял её на территории РФ.

## Задачи
- вовлечение граждан России в активную деятельность по охране птиц и мест их обитания;
- выявление и охрана территорий и акваторий, значимых для птиц;
- сбор информации о состоянии редких видов птиц России, определение основных факторов, отрицательно влияющих на численность редких видов;
- разработка системы мер по охране птиц и мест их обитания;
- экологическое просвещение населения, распространение и пропаганда знаний о птицах России;
- развитие в России любительской орнитологии как общественной основы развертывания широкой деятельности населения по охране птиц.

## Деятельность
Союз охраны птиц России разрабатывает специальные природоохранные программы и проекты, проводит акции в защиту птиц, организует конференции и учебные семинары, публикует научные труды и сборники, информационные бюллетени, справочно-методическую литературу и полевые определители птиц. Союз занимается разработкой и внедрением проектов по сохранению отдельных видов птиц и мест их обитания, а также вопросами просвещения населения. Союз организует конкурсы, выставки и другие общероссийские и региональные акции, главный объект которых — обитающие в России птицы. Важная часть работы Союза — система массовых акций, куда входят такие популярные как «Птица года», «Весенний день птиц», «Осенние дни наблюдений птиц», «Покормите птиц зимой», «Соловьиные вечера» и др..
Ежегодно Союз охраны птиц России в рамках акции «Серая шейка» проводит зимний учёт водоплавающих птиц. По инициативе Симбирского отделения СОПР проводится активная работа по программе «Птицы и ЛЭП», посвящённой проблемам гибели птиц от электрического тока на воздушных линиях электропередач. СОПР поддерживает проведение на территории России Международных дней наблюдения птиц, проводимых по инициативе Международной ассоциации по охране птиц.
Двадцатилетнему юбилею создания Союза и итогам его работы за этот период была посвящена всероссийская научно-практическая конференция «Вопросы охраны птиц России», проходившая 7 и 8 февраля 2013 года в Государственном Дарвиновском музее. В работе конференции приняли участие 118 человек из 29 российских регионов. Особое внимание в ходе конференции было уделено вопросам обсуждения нового списка редких видов птиц для следующего издания Красной книги РФ.
В феврале 2023 г. в Москве состоялась Всероссийская научно-практическая конференция "Актуальные проблемы охраны птиц России", посвящённая 30-летнему юбилею СОПР.

## Финансирование
Основные источники финансирования Союза: членские взносы, добровольные денежные пожертвования и целевые поступления на выполнение специальных программ по охране птиц и природоохранному просвещению в России.

## Проекты
- Проект «Ключевые орнитологические территории» (КОТР);
- Проект «Птицы и ЛЭП»;
- Проект «Поиски кречётки в степях юга России» — выяснение современного состояния гнездовых местообитаний кречётки на территории России;
- Проект по изучению биологии вальдшнепа;
- Проект «Холзан» по разведению и выпуску хищных птиц;
- Проект «Коростель» — изучение и охрана важнейших местообитаний коростеля в европейской России;
- Проект «Изучение и сохранение европейского среднего дятла»;
- Проект «Соловьиные вечера» — учёт соловьёв в городах России;
- Проект «Весна идёт!» — фенологические наблюдения за белым аистом, обыкновенной кукушкой, деревенской ласточкой, золотистой щуркой и чёрным стрижом.

### Публикации о Союзе
- WWF — Россия. Союзу охраны птиц России исполняется 20 лет Архивная копия от 2 февраля 2015 на Wayback Machine